# Møre og Romsdal
Møre og Romsdal – jeden z 11 okręgów, na które podzielona jest Norwegia.
Administracyjnym centrum okręgu jest Molde. Powierzchnia Møre og Romsdal to 15,12 tys. km², zamieszkuje go 244 570 osób (2004).
Møre og Romsdal graniczy z okręgami Trøndelag, Innlandet oraz Vestland.

## Gminy
Okręg podzielony jest na następujące gminy:
|  | 1. Ålesund 2. Aukra 3. Aure 4. Averøy 5. Eide 6. Fræna 7. Frei 8. Giske 9. Gjemnes 10. Halsa 11. Haram 12. Hareid 13. Herøy 14. Kristiansund 15. Midsund 16. Molde 17. Nesset 18. Norddal 19. Ørskog 20. Ørsta 21. Rauma 22. Rindal 23. Sande 24. Sandøy 25. Skodje 26. Smøla 27. Stordal 28. Stranda 29. Sula 30. Sunndal 31. Surnadal 32. Sykkylven 33. Tingvoll 34. Tustna 35. Ulstein 36. Vanylven 37. Vestnes 38. Volda |